# Oreoweisia erosa
Oreoweisia erosa är en bladmossart som beskrevs av Kindberg 1888. Oreoweisia erosa ingår i släktet alpmossor, och familjen Dicranaceae. Inga underarter finns listade i Catalogue of Life.